# Oskar von Lindequist

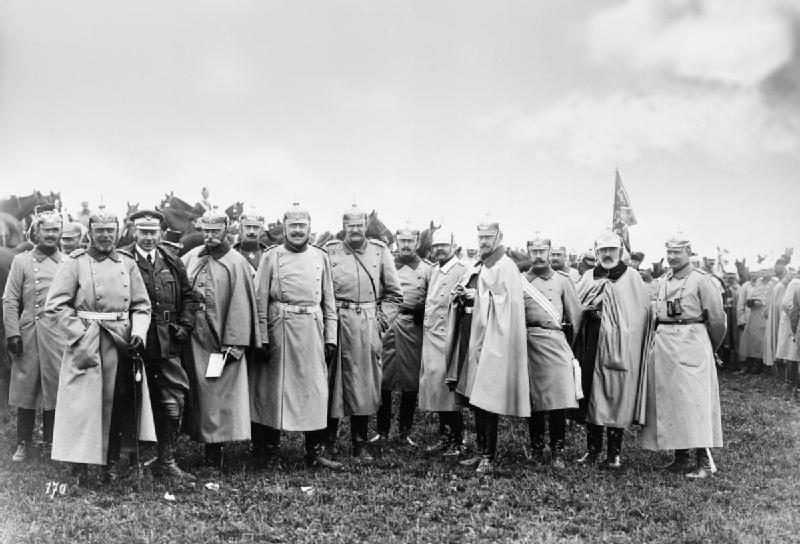
Oskar von Lindequist (deuxième à gauche) lors des manœuvres de l'Empereur en 1905

Oskar Fromhold Friedrich Olof von Lindequist (né le 10 décembre 1838 à Juliers et mort le 16 avril 1915 à Potsdam) est un maréchal prussien

## Biographie

### Origine
Il est issu de la famille noble de Poméranie Lindequist (de), qui a été élevée à la noblesse impériale à Vienne en 1792. Il est le fils du lieutenant-colonel prussien Karl von Lindequist (1795-1874) et de sa première épouse Lony (1808-1846), fille du général Christian Friedrich von Mayer (de). Friedrich von Lindequist (1862–1945), gouverneur du Sud-Ouest africain, est son neveu.

### Carrière militaire
Lindequist est un generaloberst prussien avec le grade de maréchal et adjudant général de l'Empereur, à la suite du 1er régiment à pied de la Garde et du 119e régiment de grenadiers (de). Il est chef du 87e régiment d'infanterie (de). De plus, Lindequist est doyen du chapitre de la cathédrale de Mersebourg et de 1911 jusqu'à sa mort (1915) député de la Chambre des seigneurs de Prusse.
Lindequist commence sa carrière militaire dans l'armée prussienne en 1857 en tant que lieutenant et devient capitaine à l'état-major en 1868. En 1872, il devient aide de camp de l'empereur Guillaume Ier, en 1879 commandant des gardes du palais et en 1881 il est promu colonel. De 1882 à 1883, il est commandant du 1er régiment à pied de la Garde à Potsdam.
En 1887, il devient général de division et commandant du 1re brigade d'infanterie de la Garde à Potsdam, en 1890 lieutenant général et commandant de la 21e division d'infanterie à Francfort-sur-le-Main. Toujours en 1890, Lindequist devient adjudant général de l'empereur Guillaume II et 1890-1895 commandant de la 26e division d'infanterie à Stuttgart. En 1895, il devient général d'infanterie et commandant général du 13e corps d'armée à Stuttgart. À ce titre, il reçoit le 5 mars 1897 la Grand-Croix de l'Ordre de la Couronne de Wurtemberg. En 1899, il est commandant général du 18e corps d'armée à Francfort-sur-le-Main, principalement en raison de ses qualités personnelles, car Francfort est considérée comme un domaine difficile en raison des relations de la ville avec la Prusse à la suite de l'annexion de 1866. La même année, Lindequist est honoré de la Grand-Croix et de la Couronne de l'Ordre de Philippe le Magnanime et en 1902 est fait chevalier de l'ordre de l'Aigle noir. De 1904 à 1907, il est inspecteur général de la 3e inspection de l'armée à Hanovre, période au cours de laquelle il est promu Generaloberst en 1906.
En 1911, il devient maréchal et en même temps député de la Chambre des seigneurs de Prusse. Il est également président de la Fédération du Kyffhäuser (de) de 1910 à 1914.

### Famille
Lindequist se marie le 20 septembre 1867 au manoir de Woitzel près de Labes avec Anna von Podewils de la branche de Woitzel (1847-1928). Le mariage donne naissance aux enfants suivants:
- Eba (née en 1868) mariée le 14 octobre 1896 avec Maximilian Thumb von Neuburg (de), lieutenant général du Wurtemberg
- Elsa (née en 1872)
- Karl-Olof (1879-1945), lieutenant-colonel prussien marié en 1907 avec Margarethe von Kessel (née en 1880)